# Tajgabarkbock
Tajgabarkbock (Tetropium aquilonium) är en skalbaggsart som beskrevs av Plavilstshikov 1940. Tajgabarkbock ingår i släktet Tetropium och familjen långhorningar. Enligt den finländska rödlistan är arten nära hotad i Finland. Enligt den svenska rödlistan är arten otillräckligt studerad i Sverige. Arten förekommer i Övre Norrland. Artens livsmiljö är naturmoskogar. Inga underarter finns listade i Catalogue of Life.